# Сан Теодоро (Салерно)
Сан Теодоро је насеље у Италији у округу Салерно, региону Кампанија.
Према процени из 2011. у насељу је живело 70 становника. Насеље се налази на надморској висини од 222 м.